# Krasnojarsk
Kranojarsk [krasnojársk] (rusko Красноярск) je mesto v Rusiji, upravno središče Krasnojarskega okraja. Je veliko gospodarsko in kulturno središče Osrednje in Vzhodne Sibirije. Leži na obeh bregovih reke Jenisej ob stiku Zahodnosibirske ravnine, Srednjesibirske planote in Altajskega gorovja. Je pomembno križišče Transsibirske železnice. Leta 2010 je imelo 972.800 prebivalcev in je tako tretje največje mesto v Sibiriji, za Novosibirskom in Omskom.